# 刘德荣 (1944年)
刘德荣（1944年12月—），男，福建惠安人，中国中医学者，福建中医药大学中医系教授。

## 生平
1970年毕业于福建中医学院6年制医疗本科，后在基层工作。1984年返聘到福建中医学院担任教师，曾任医史文献学科主任、医史教研室主任、中医药文化博物馆馆长等职。兼任中华医学会医史学分会常委、福建省医史学会副主委。擅长中医呼吸科、内科治疗，亦从事中国医学近代史、福建医史和医家研究。他主编的《福建医学史略》一书，由福建科学技术出版社于2011年8月正式出版。2021年6月，获中共福建省委颁发的“光荣在党50年”纪念章。